# التهاب العظام السمسمانية
التهاب العظام السمسمانية هو التهاب العظام السمسمية.

## عند البشر
يحدث التهاب العظام السمسمية في أسفل القدم، خلف إصبع القدم الكبير، ومن الطبيعي وجود عظمتان سمسميتان في كل قدم، وفي بعض الأحيان يمكن أن تكون السمسمات ثنائية، مما يعني أن كل منها يتكون من قطعتين منفصلتين، وحجم

العظم السمسمي تقريباً بحجم حبوب الهلام، تعمل العظام السمسمية كنقطة ارتكاز للأوتار المثنية، والأوتار التي تساعد في انحناء إصبع القدم الكبير لأسفل.
تشمل الأعراض الالتهاب والألم.
في بعض الأحيان يتم كسر العظم السمسمي، وقد يكون من الصعب التقاطه بالأشعة السينية، لذا فإن الأشعة الملونة أو التصوير بالرنين المغناطيسي هو بديل أفضل.
من بين الأشخاص المعرضين للمرض الراقصون، الملتقطون والرماة في البيسبول، ولاعبي كرة القدم الأمريكية، ولاعبي كرة القدم.

## عند الخيول

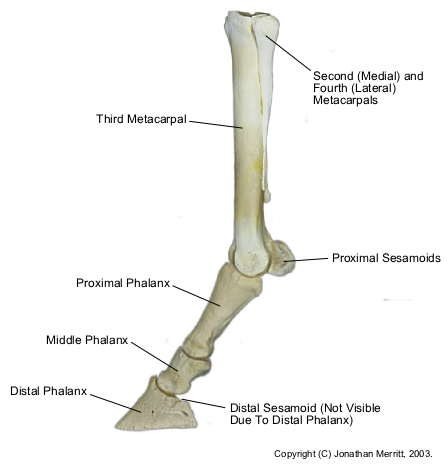
موقع العظم السمسمي، خلف مشط قدم الحصان.

في الحصان يحدث التهاب عند مشط قدم الحصان، فتكمن العظام السمسمية وراء مشط قدم الحصان، في الجزء الخلفي من المفصل، وتساعد على إبقاء الأوتار والأربطة التي تعمل بينهما بشكل صحيح.
عادة ما يحدث التهاب السمحاق (نمو العظام الجديد) جنبًا إلى جنب مع التهاب العظم السمسمي، وقد يتأثر الرباط المعلق أيضاً، وينتج عن التهاب العظم السمسمي التهابات، وألام، ونمو عظمي في نهاية المطاف.

## أسباب
في البشر، يمكن للقوى المفرطة الناتجة عن الانحناء المفاجئ لأعلى في إصبع القدم الكبير، أو الكعب العالي، أو التعثر، أن تساهم في التهاب العظم السمسمي، بمجرد إصابة العظم السمسمي، قد يكون من الصعب جداً علاجه؛ لأنه في كل مرة تمشي فيها، تضغط على العظم السمسمي، ويتكون العلاج عند البشر من الأدوية المضادة للالتهابات، وحقن الكورتيزون، والرباط لتثبيط إصبع القدم الكبير، وتقويم العظام بأماكن خاصة؛ لإبعاد الضغط عن العظام المصابة.
في الخيول، يحدث التهاب العظم السمسي بشكل عام بسبب الضغط الزائد على مفصل مشط القدم، والشكل الذي يعزز التهاب العظم السمسمي هو أن يكون رسغ الحصان الطويل، أو تكون الأحصنة ذات مقدمة قدم طويلة وكعوب منخفضة.

## حالات بارزة
جوش زيد، رامي البيسبول الدوري.
بي جاي أبتون، لاعب بيسبول دوري رئيسي.
جي جي أودونيل، لاعب كرة قدم في نادي غيتزهد.